# Busieniec
Busieniec – kolonia w Polsce położona w województwie lubelskim, w powiecie chełmskim, w gminie Białopole.
Wieś starostwa hrubieszowskiego położona była w XVIII wieku w ziemi chełmskiej. W latach 1975–1998 miejscowość administracyjnie należała do województwa chełmskiego.
Wierni Kościoła rzymskokatolickiego należą do parafii Wniebowzięcia Najświętszej Maryi Panny w Buśnie.

## Historia
Busieniec (także „Busienice”) - pierwszy raz pojawia się w dokumentach w 1400 r. W 1443 r. wieś istniała pod nazwą „Busnia Parva”, a w 1491 r. pisano o niej „Buszenyecz”. 
Według Słownika geograficznego Królestwa Polskiego z roku 1880 Busieniec to wieś w powiecie hrubieszowskim, gminie Jarosławiec, parafii Uchanie. W 1827 r. było tu 6 domów i 48 mieszkańców.